# ブラウナウ・アム・イン
ブラウナウ・アム・イン（Braunau am Inn  発音）は、オーストリアのザルツブルクから北へ60キロメートルの、オーバーエスターライヒ州西北部のイン川の畔にある基礎自治体 （Gemeinde）。ドイツとの国境にある街。東南部にオーストリアで三番目に大きい都市のリンツがある。
アドルフ・ヒトラーの生地として知られる。

## 歴史
起源は810年頃まで遡り、市の条例は1260年から引き継がれているオーストリアでも最も古い都市の一つ。

## ヒトラーの生家

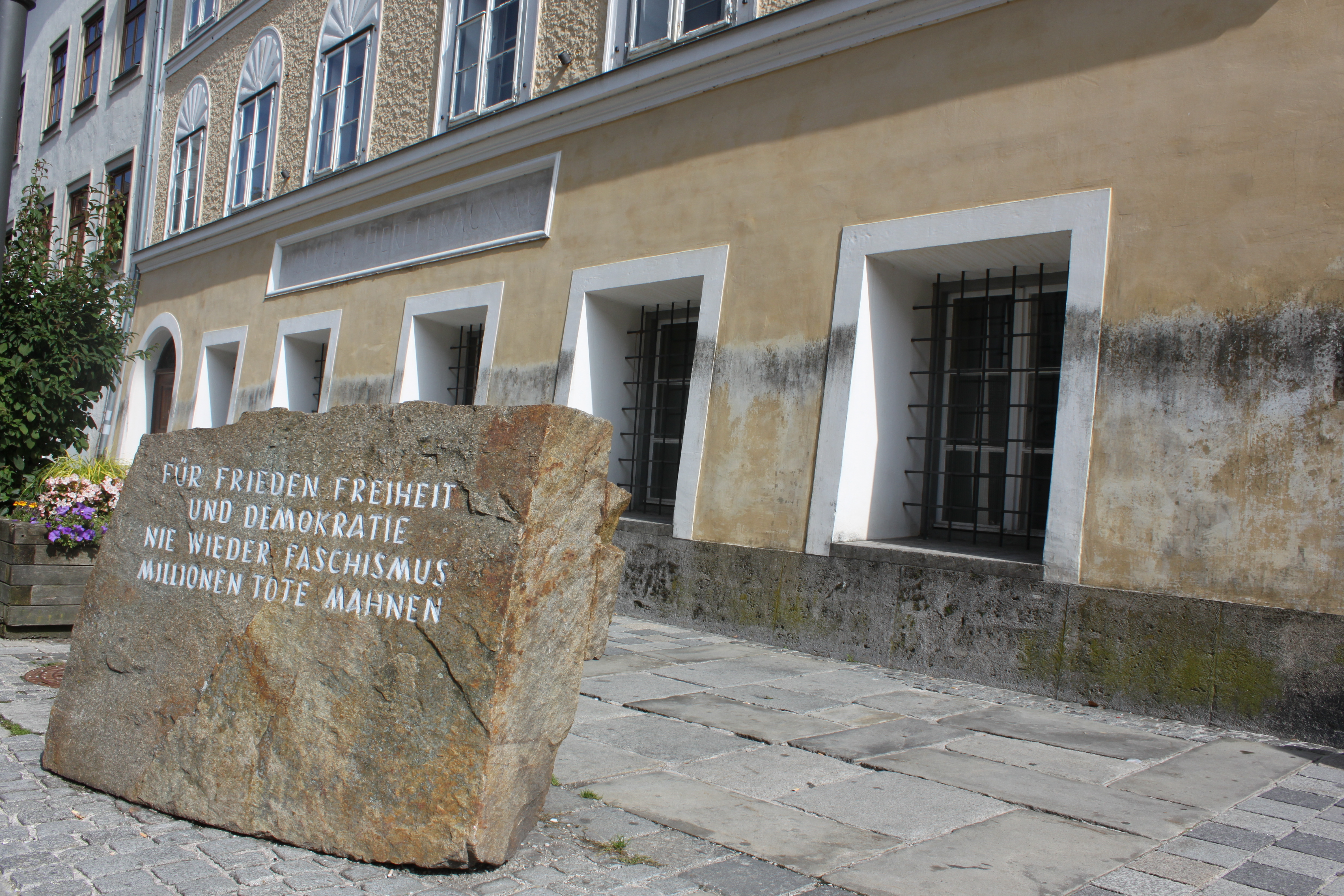
ヒトラーの生家とその前に設置されたファシズムに反対する石碑。
石碑には「平和、自由そして民主主義のために　ファシズムを繰り返すな　何百万の犠牲者が我々に気付かせる」と刻まれている。

ヒトラーは1889年4月20日にブラウナウに生まれ、同地には現在も生家が残る。これからちょうど100年となった1989年、市長のゲアハルト・シーバはヒトラーの生家の前に、戦争とファシズムに反対する石碑を建てており、この石碑はマウトハウゼン強制収容所から送られた石にドイツ語で刻まれている。1992年以降、現代史協会はブラウナウにおける現代史のシンポジウムを開催し、また1998年からは「ホロコースト記念施設での奉仕活動」の為の会合を、毎年ブラウナウにて行っている。地元新聞「ブラウナウ・ルントゥシャウ」は「ブラウナウはここに反戦、反ファシズムを掲げる」という署名運動を開始した。現在市は街が「ヒトラー生誕の地」として観光地化することを望んでおらず、石碑には「ヒトラーの生家」とは一文たりとも刻まれていない。また、市内の地図には他の名所が記されている一方生家は記載されず、生家の前の道路も観光客がツアーなどを組んでたむろできないようにバスの停留所や車の駐車場となっている。
2016年7月オーストリアのヴォルフガング・ソボトカ内相は、ヒトラーの生家を取り壊す方針を決定している。この建物は1972年にオーストリア政府が借り上げ、障害者施設として使用されていたが、2011年に所有者がこの建物の改修を拒否しており、買い取り交渉にも応じず、約5年間も空き家となっており、ネオナチの聖地になる懸念があったためである。2016年10月にオーストリア政府がこの建物を強制収用することを決定したが、この建物がある旧市街中心部が遺産保護区域となっていることから、取り壊しに反対する意見や博物館などへの教育への活用を求める意見があった。
2019年11月、オーストリア政府は元の持ち主に補償料を支払ったうえで、建物を警察署として活用する計画を公表し、併せて欧州連合圏内を対象に建物のデザインに関するコンペティションを実施することも発表された。オーストリア政府は、警察がこの建物を使用することによってナチズムの聖地化を阻止するというメッセージになるとしている。一方、ヒトラーの生家に関するドキュメンタリー映画を製作した映画監督のギュンター・シュヴァイガーは、1939年5月10日付の地元紙を根拠に「生家を官署にすることがヒトラーの願い」で、警察署にするとヒトラーの意向を実現する形になることから、計画に異議を挟んでいる。

## その他
ローマ教皇ベネディクト16世（ヨーゼフ・ラッツィンガー）は1927年4月16日、ブラウナウから数キロメートル離れたドイツ領バイエルン州マルクトル・アム・インで生まれた。

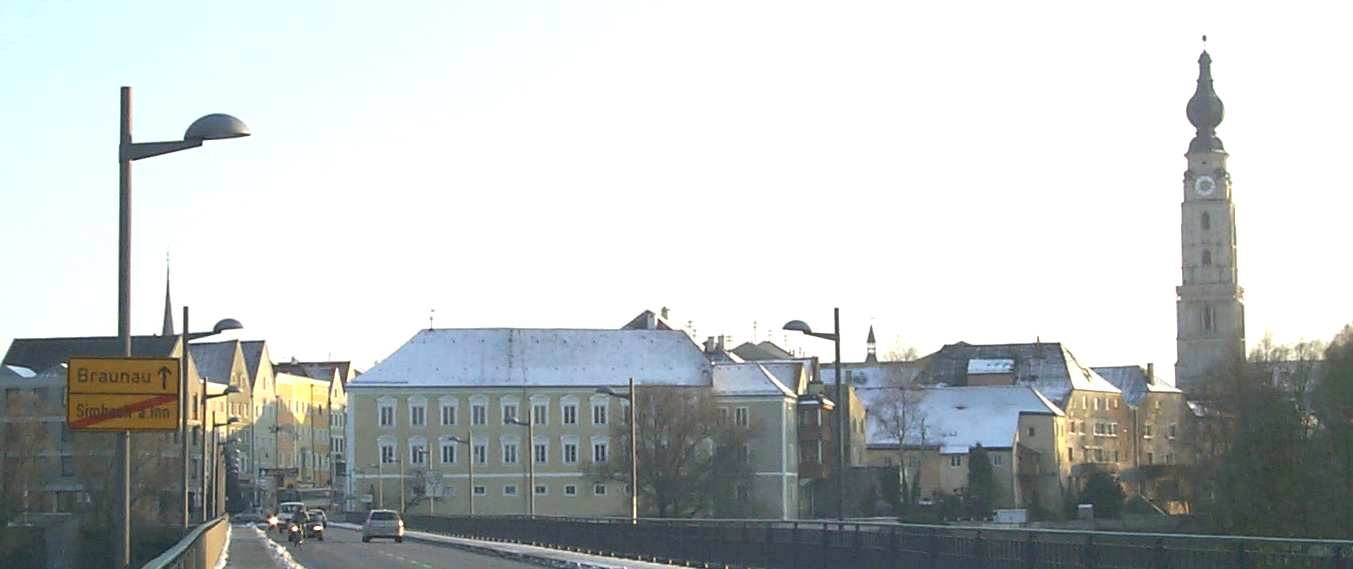
街並み